# Bestiario

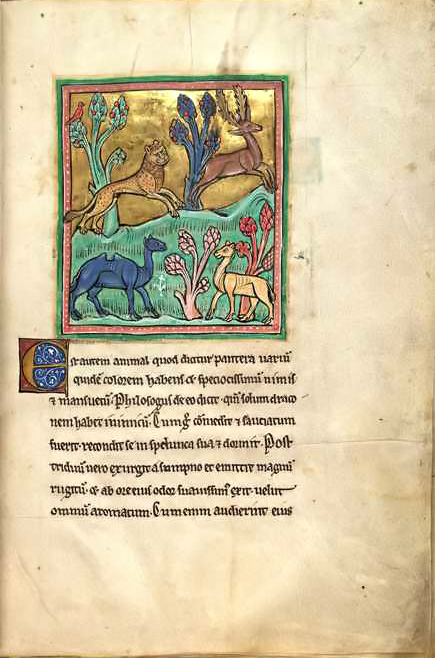
"Il Leopardo" dal bestiario duecentesco di Rochester

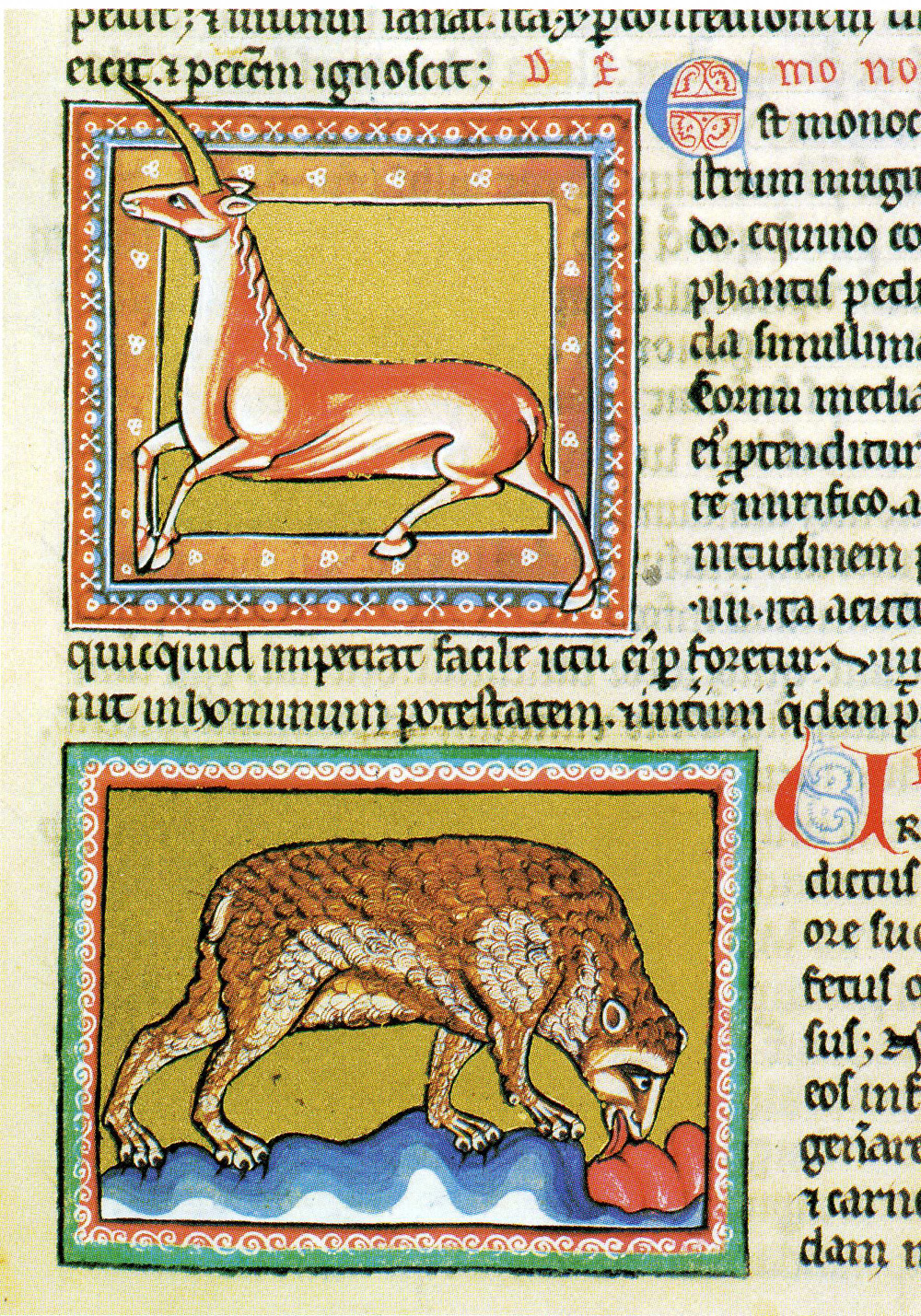
Pagina del Bestiario di Ashmole

Un bestiario, (dal Latino medievale: bestiarium), è un testo che descrive animali o bestie. Nel Medioevo si trattava di una particolare categoria di libri che raccoglievano brevi descrizioni di animali (reali e immaginari), accompagnate da spiegazioni moralizzanti e riferimenti tratti dalla Bibbia. Altre raccolte, simili per l'impostazione ma di diverso argomento, sono i lapidari (i quali mostravano le proprietà delle rocce e dei minerali) e gli erbari (spesso di carattere medico), che descrivevano le virtù delle piante.

## Storia
L'origine remota di questi testi, che oggi hanno importanza più che altro storica, è da ricercarsi, per il mondo occidentale, in antichi testi come l'opera greca Il Fisiologo (cioè lo studioso della natura) che offriva l'interpretazione degli animali e delle loro caratteristiche in chiave simbolica e religiosa (quindi, per esempio, il leone è associato a Cristo in quanto comunemente considerato il re degli animali). Il testo fu tradotto anche in latino e nel corso della storia si è arricchito di dettagli ed immagini sviluppandosi nei bestiari veri e propri. Altre fonti sono invece da ricercare in autori latini tra cui Plinio il Vecchio, Solino, sant'Ambrogio. Benché normalmente incluse nel testo dei bestiari, le sezioni sugli uccelli possono, in qualche caso, essere estrapolate e conservate in manoscritti i cui testi sono detti aviari.
I bestiari si diffusero soprattutto tra Francia e Inghilterra nel XIII-XIV secolo anche se non mancano testimonianze posteriori tuttavia molto inferiori dal punto di vista della realizzazione artistica.
Un aspetto molto importante per la miniatura medievale è la presenza di ricchi cicli di illustrazioni, sia per quanto riguarda gli animali (quadrupedi, pesci od uccelli), sia per quanto riguarda temi più direttamente attinenti alla religione (storia della creazione degli animali dal libro della Genesi).
Tra i bestiari decorati più importanti si segnalano:
- Bestiario di Aberdeen (MS 24), preparato in Inghilterra nel XIII secolo, conservato nella Biblioteca dell'Università di Aberdeen;
- MS Ashmole 1511, della Bodleian Library di Oxford (strettamente imparentato al precedente).[1]

Un tipo particolare di bestiario di origine alto-medievale (VIII secolo) contenente animali esclusivamente fantastici o creature mostruose è il Liber monstrorum de diversis generibus ("Libro dei diversi generi di mostri"). In questo caso manca la volontà di moralizzazione in favore del tentativo di stupire i lettori con mirabilia per lo più provenienti da autori latini classici. Non mancano tuttavia esposizioni su casi teratologici. Anche questo testo è stato accompagnato da disegni.
Le stesse tre fiere (lonza, lupa, leone) che Dante Alighieri incontra nell'Inferno (Inferno - Canto primo) s'inseriscono in questa concezione culturale.
I bestiari sono inoltre le fonti per le rappresentazioni didattico-moraleggianti di animali nella scultura romanica e nella scultura gotica. Ad esempio nella lupa si vedeva la cupidigia, nel drago il peccato, nella sirena le tentazioni, nel centauro l'eresia, nella scimmia la lussuria, nel gatto la vanità, nel cane la fedeltà, nell'unicorno la purezza. L'ammonimento contenuto in questi bestiari è di rinunciare ai vizi e di perseguire le virtù.